# قصف سنغافورة (1944-1945)
كان قصف سنغافورة (1944 – 1945) عبارة عن حملة عسكرية نفذتها القوات الجوية للحلفاء أثناء الحرب العالمية الثانية. أجرت وحدات القاذفة بعيدة المدى التابعة للقوات الجوية لجيش الولايات المتحدة 11 غارة جوية على سنغافورة الخاضعة للاحتلال الياباني بين نوفمبر 1944 ومارس 1945. استهدفت معظم هذه الغارات القاعدة البحرية للجزيرة ومنشآت أحواض بناء السفن، ونُفذت عمليات زرع ألغام في المياه المجاورة. بعد أن أُعيد توزيع ونقل القاذفات الأمريكية، تولت القوات الجوية الملكية البريطانية عمليات زرع الألغام قرب سنغافورة واستمرت هذه العمليات حتى 24 مايو 1945.
كان للغارات نتائج متباينة. في حين تضررت قاعدة سنغافورة البحرية المهمة ومرفأها التجاري بشكل بالغ، فإن بعض الغارات لم تكن ناجحة على ذات الأهداف وكان هناك هجمات أخرى على منشآت لتخزين النفط على جزرٍ قرب سنغافورة لم تحقق الفعالية المرجوة أيضًا. عرقلت عمليات زرع الألغام الملاحة اليابانية في المنطقة السنغافورية وأسفرت عن خسارة ثلاث سفن وتضرر عشرة آخرين، لكنها لم تكن عمليات ساحقة. نجحت الهجمات الجوية للحلفاء في رفع الروح المعنوية للسكان المدنيين السنغافوريين، الذين اعتقدوا أن الغارات كانت مؤشرًا على التحرير المرتقب للمدينة. كان إجمالي عدد الضحايا المدنيين بسبب عمليات القصف ضئيلًا، رغم مقتل العمال المدنيين خلال الهجمات على المنشآت العسكرية؛ ترك هجومٌ واحد مئات الأشخاص بلا مأوى.

## الغارات
الهجوم الأول
وقعت الغارة الأولى على سنغافورة في 5 نوفمبر 1944. أرسلت قيادة القاذفات إكس إكس 76 طائرة قاذفة من طراز بي – 29 من قواعدهم قرب كاراغبور. بسبب المسافة البعيدة للوصول إلى الهدف، سُلحت كل واحدة من الطائرات بقنبلتين فقط بوزن 1,000 رطل؛ أُوعز للطيارين بالقصف من ارتفاع 20,000 قدم (6,100 م) وهو ارتفاع أقل من المعتاد، وبالتحليق في تشكيلات متباعدة. كان الهدف الأساسي حوض سفن الملك جورج السادس، وحُددت مصفاة بانغلان براندان في شمال سومطرة لتكون الهدف الثاني.
وصلت أولى طائرات بي-29 فوق قاعدة سنغافورة البحرية في الساعة 06:44. كان القصف دقيقًا جدًا، إذ رمت الطائرة الرئيسية قنبلتها ضمن مجال 50 قدم (15 م) من بوابة حوض السفن. سقطت قنابل طائرة بي-29 الثالثة على مقربة أيضًا وأحرزت طائرة أخرى ضربة مباشرة على حوض السفن، مما جعله غير صالح للاستخدام لمدة ثلاثة أشهر. حطمت القنابل التي سقطت على حوض سفن الملك جورج السادس وبجواره سفينة شحن أيضًا بطول 465 قدم (142 م) كانت قيد الإصلاح في ذلك الوقت. قُتل العديد من العمال المدنيين في الحوض وجواره بسبب تعذرهم على الهرب. تسبب المغيرون أيضًا بأضرارٍ على منشآت أخرى في القاعدة البحرية. إجمالًا، قصفت 53 طائرة من طراز سوبر فورترس قاعدة سنغافورة البحرية في حين هاجمت سبع طائرات أخرى مصفاة بانغالان براندان. أطلقت بضعة طائرات يابانية أو مدافع مضادة للطائرات على المغيرين، وفُقدت قاذفتا بي-29 في حوادث أخرى. كانت هذه الغارة أطول عملية قصف نهارية تُجرى في ذلك الوقت. بعد الهجوم، قتل جنود يابانيون مجموعة من العمال الإندونيسيين المصابين. كان الضرر الذي أُلحق بحوض سفن الملك جورج السادس يعني عدم إمكانية استخدامه لإصلاح السفن الحربية اليابانية المتضررة في معركة خليج لايتي.

### غارات قصف لاحقة
وقعت الغارة التالية على سنغافورة في يناير 1945. بعد ورود تقاريرٍ أفادت بأن السفن الحربية اليابانية المتضررة أثناء حملة الفلبين قد أُصلحت في سنغافورة، أُرسلت قوة مؤلفة من 47 طائرة قاذفة للقنابل من نوع سوبر فورترس من الهند لمهاجمة الرصيف العائم أدميرالتي آي إكس بالإضافة إلى رصيف الملك في ساحل الجزيرة الجنوبي. أقلعت هذه الطائرات في حوالي منتصف ليل 10 يناير وبدأت بالوصول إلى سنغافورة في الساعة 08:20 من يوم 11 يناير. ضربت 27 طائرة فقط من المهاجمات الأرصفة البحرية، وبسبب النيران الكثيفة الصادرة عن مضادات الطائرات في السفن الحربية اليابانية في مضيق جوهر لم تسبب القاذفات أي أضرار. قصفت الطائرات الأخرى مدينة بينانغ في ملايا وميرغوي في بورما وعدة أهداف سانحة أخرى، دون تحقيق أي نجاح عمومًا. فُقدت طائرتا بي-29 خلال هذه العملية.
في يناير 1945، بدأت قيادة القاذفات إكس إكس تحضيراتها لإعادة الانتشار والنقل إلى جزر الماريانا. أوقفت القيادة هجماتها على اليابان وآسيا الشرقية، والتي استخدمت من أجلها قواعدًا في الصين لتزويد طائرات بي-29 بالوقود أثناء توجهها نحو الأهداف، وركزت بدلًا عن ذلك على أهدافٍ في جنوب شرق آسيا يمكن الوصول إليها من مدينة كاراغبور. نظرًا لوجود أهداف صناعية قليلة ضمن نطاق كاراغبور، فقد أُعطيت الأولوية القصوى للهجوم على النقل البحري في الموانئ الرئيسية مثل رانغون وبانكوك وسنغافورة بالإضافة إلى مرافئ أصغر. نُفذت الهجمات من خلال عمليات قصف تقليدية وزرع ألغام بحرية. أيضًا، في إطار عملية إعادة الانتشار والنقل، غادر الجنرال ليماي إلى جزر الماريانا في 18 يناير وحل العميد روجر إم. رامزي محله.
نفذت قيادة القاذفات إكس إكس حملة قصف تقليدية على قاعدة سنغافورة البحرية في 1 فبراير. في ذلك اليوم، أُرسلت 112 طائرة من طراز بي-29، سُلحت كل واحدة منها بأربع قنابل بوزن 1,000 رطل (450 كغ). قُصف هدف الغارة الرئيسي، وهو الرصيف العائم أدميرالتي آي إكس، بواسطة 67 طائرة من أصل 88 وصلت سنغافورة. أغرق هذا الهجوم الحوض الجاف ودمر سفينة راسية داخله بطول 460 قدم (140 م). قصفت الطائرات التي هاجمت سنغافورة، والبالغ عددها 21، منطقة الجدار الغربي من القاعدة البحرية ودمرت مبان عديدة وبعض المعدات الثقيلة؛ ضمت هذه المنطقة المكاتب الرئيسية للقاعدة. من الطائرات الباقية، حولت 20 منها مسارها وهاجمت أهدافًا في بينانغ ومارتابان. أسقطت مقاتلة يابانية إحدى طائرات بي-29 ودُمرت طائرة سوبر فورترس أخرى أثناء الهبوط بعد تعرضها لهجوم جوي.
على الرغم من أن قيادة القاذفات إكس إكس بدأت تحضيراتها للهجوم على قاعدة سنغافورة البحرية مرة أخرى في 6 فبراير، فقد أُلغيت هذه الغارة في اليوم الثالث من الشهر ذاته من قِبل الأدميرال لويس ماونتباتن، قائد قوات الحلفاء في مسرح عمليات جنوب شرق آسيا. أمر ماونتباتن بعدم استهداف المنشآت البحرية في سنغافورة وبينانغ إذ ستحتاجهم قوات الحلفاء عقب التحرير المتوقع لملايا وسنغافورة في وقتٍ لاحق من عام 1945. بعد طلب توضيح هذا الأمر، التقى رامزي مع ماونتباتن في مدينة كاندي. في هذا اللقاء حدد ماونتباتن أهدافًا في منطقة كوالالمبور لتكون الأولوية الرئيسية لقيادة القاذفات إكس إكس، في حين أُعطيت الأولوية الثانية لمناطق مختارة بدقة من سنغافورة. استُثني من بين هذه المناطق حوض سفن الملك جورج السادس وأحواض عدة أخرى تحوي آليات ثقيلة، لكن أُتيحت الهجمات على منطقة الجدار الغربي من قاعدة سنغافورة البحرية ومخازن نفط بحرية ومنشآت تجارية على الرصيف. حُددت مدينة سايغون لتكون الأولوية الثالثة لقيادة القاذفات إكس إكس وأُعطيت الأولوية الرابعة لمخازن نفطٍ موجودة على جزرٍ قرب سنغافورة.
وقعت غارة القصف التالية على سنغافورة في 24 فبراير. في ذلك اليوم، أُرسلت 116 طائرة من طراز بي-29  لقصف منطقة الحوض الإمبراطوري في طرف سنغافورة الجنوبي. كان هذا الحوض تجاريًا، وعدّه مخططو قيادة القاذفات إكس إكس بأنه «الهدف الرئيسي المناسب الوحيد دون قيود المتبقي في هذا المسرح». سُلحت القاذفات بقنابل حارقة، ونجحت طائرات بي-29 التي وصلت سنغافورة، والبالغ عددها 105، في حرق 39% من منطقة التخزين قرب الرصيف. أُلحق ضرر بالغ بعدة مستودعات تخزين نفط أيضًا. نتيجة حجب الدخان للهدف، استخدمت 26 طائرة بي-29 عمليات قصف عمياء وليس مرئية، مما أدى إلى قصور الدقة وإلحاق الضرر بمساكن المدنيين والمناطق التجارية قرب منطقة الرصيف. دُمر أكثر من 100 مبنى تجاري وسكني. أفادت صحيفة سيونان بعد ذلك بأن 396 شخصًا قد تشرد بسبب الغارة. كانت خسائر القوات الجوية لجيش الولايات المتحدة محدودة واقتصرت على طائرة بي-29 دُمرت بعد أن نفذ منها الوقود في طريق عودتها إلى الهند.